# 랄프 해롤드

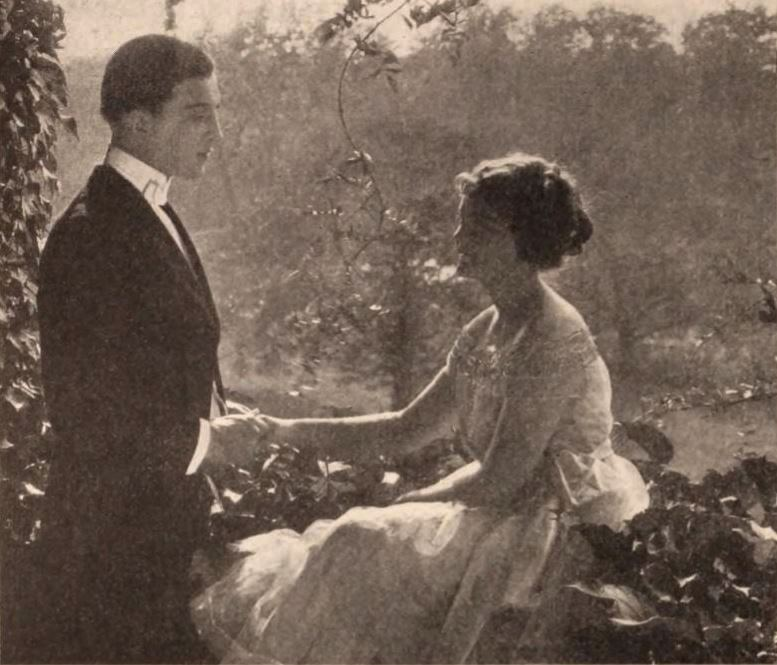

랄프 해롤드(Ralf Harolde, 1899년 5월 17일 ~ 1974년 11월 1일)는 미국의 배우이다.
피츠버그에서 태어났으며 샌타모니카에서 사망하였다. 사인은 폐렴이다.

## 영화
- 뉴 카인드 오브 러브 (1963년)
- 안녕, 내 사랑 (1944년)
- 신 타운 (1942년)
- 브로드웨이 (1942년)
- 울프 선장 (1941년)
- 두 시민 이야기 (1935년)
- 베이이 테이크 어 보우 (1934년)
- 쉬 러브스 미 낫 (1934년)
- 위칭 아워 (1934년)
- 나이트 플라이트 (1933년)
- 대홍수 (1933년)
- 세이프 인 헬 (1931년)
- 스마트 머니 (1931년)
- 딕시아나 (1930년)